# Corilla
Corilla H. Adams & A. Adams, 1855 è un genere di molluschi gasteropodi polmonati terrestri. È l'unico genere noto della famiglia Corillidae Pilsbry, 1905.

## Distribuzione e habitat
Il genere è endemico di Sri Lanka e della regione indiana dei Ghati occidentali.

## Tassonomia
Il genere comprende le seguenti specie:
- Corilla adamsi (Gude, 1914)
- Corilla anax (Benson, 1865)
- Corilla beddomeae (Hanley, 1876)
- Corilla carabinata (Férussac, 1821)
- Corilla colletti Sykes, 1897
- Corilla erronea (Albers, 1853)
- Corilla fryae Gude, 1896
- Corilla gudei Sykes, 1897
- Corilla humberti (Brot, 1864)
- Corilla lesleyae Barnacle, 1956
- Corilla odontophora (Benson, 1865)
- Corilla rivolii (Deshayes, 1832)